# Référendum constitutionnel zambien de 2016
Le référendum constitutionnel zambien de 2016 a lieu le 11 août 2016 afin de permettre à la population de la Zambie de se prononcer sur une révision de la Constitution. Il est organisé en même temps que l'élection présidentielle et que les législatives de 2016.
Le projet de révision constitutionnelle est approuvé par une large majorité des votants, mais échoue à réunir les votes favorables d'une majorité absolue des inscrits, conduisant à l'échec du projet.

## Contenu
La question posée est « Acceptez-vous la modification de la Constitution pour améliorer la Déclaration des droits contenus dans la Partie III de la Constitution de la Zambie et l'abrogation et le remplacement de l'Article 79 de la Constitution de la Zambie ? ».
Le texte prévoit d'ajouter au titre III (Déclaration des droits) :
- des droits civils et politiques (protection contre la discrimination ; droit à la vie ; protection contre les traitements inhumains et sécurité de la personne ; liberté de conscience, de croyance et de religion ; liberté d'expression ; accès à l'information ; liberté d'association ; liberté de circulation et de séjour ; égalité devant la loi ; procès équitable ; égalité pour les deux sexes).
- des droits économiques, sociaux, culturels et environnementaux (choix du métier, de l'occupation ou de la profession ; droits du consommateur ; droits de propriété intellectuelle…).
- des droits supplémentaires et spéciaux (droits relatifs au mariage et à la famille ; droits spéciaux et supplémentaires pour les enfants ; droits pour les personnes handicapées…).

Il prévoit également d'abroger l'article 79 stipulant qu'un référendum doit être organisé pour modifier la Déclaration des droits, et de le remplacer par les articles 301, 302 et 303 précisant quels articles de la Constitution peuvent être amendés sans référendum, quels articles ne peuvent être modifiés par référendum, et quels articles ne peuvent être modifiés, abrogés ou remplacés que par référendum.

## Conditions
Pour que le résultat du référendum soit validé, le nombre de votes favorables doit franchir le quorum de 50 % de l'ensemble des électeurs inscrits sur les listes électorales,.

## Résultats
| Choix               | Votants   | Votants | Inscrits | Inscrits |
| Choix               | Voix      | %       | %        | Quorum   |
| ------------------- | --------- | ------- | -------- | -------- |
| Pour                | 1 852 559 | 71,09   | 24,61    | 50 %     |
| Contre              | 753 549   | 28,91   | 10,01    |          |
|                     |           |         |          |          |
| Votes valides       | 2 606 108 | 77,90   | 34,62    |          |
| Blancs et invalides | 739 363   | 22,10   | 9,82     |          |
| Total des votants   | 3 345 471 | 100,00  | 44,44    |          |
|                     |           |         |          |          |
| Abstentions         | 4 182 620 |         | 55,56    |          |
| Inscrits            | 7 528 091 | 100,00  |          |          |

## Conséquences
Le projet est approuvé par une large majorité des votants. Avec un pourcentages des inscrits en faveur du projet de seulement 24,61 %, le référendum n'est cependant pas validé.